# 朱明 (1903年)
朱明（1903年10月—1964年1月1日），原名朱良玉，男，江西兴国人，中国人民解放军中将。1955年获一级八一勋章、一级独立自由勋章、一级解放勋章。

## 生平
朱明是江西省兴国县鼎龙区夏坑村人，出身贫苦农民家庭。7岁给地主家放牛，14岁跟母亲挑铁砂卖苦力，17岁当长工。1929年，参加中国工农红军，并于同年加入中国共产党。1930年冬，任江西省苏维埃政府赣西南办事处土地部长，发现中共赣南行委书记郭承禄、少共赣南行委书记肖国璋、赣南行委宣传部长马荣澜等人策划“拥护朱、彭、黄，反毛”，遂表示坚决反对，并找到红三十五军政委罗贵波、军长邓毅刚汇报了郭承禄一伙的图谋。红三十五军彻底粉碎了这起“信丰事件”，稳定了信丰、南康、上犹、崇义等大片苏区的局势，保住了根据地的根基，制止了事态的恶化。